# John Spottiswoode
John Spottiswoode (Lothian Occidentale, 1565 – Londra, 26 novembre 1639) è stato un vescovo anglicano e storico scozzese.
Arcivescovo di Glasgow dal 1603 al 1615 e poi arcivescovo di Saint Andrews dal 1615 al 1639, fu lord cancelliere di Scozia dal 1635 al 1638.

## Biografia
John Spottiswoode nacque nel Lothian Occidentale nell'anno 1565. Suo padre, John Spottiswood, era pastore anglicano a Mid Calder e sovrintendente del Lothian. Il giovane entrò all'Università di Glasgow nel 1581 e nel 1583 divenne rettore di Calder. Nel 1603 fu nominato arcivescovo di Glasgow. Nel maggio del 1615 fu trasferito nella sede episcopale di Saint Andrews, dove rimase sino al 1639. Nel 1633 incoronò Carlo I d'Inghilterra re di Scozia a Holyrood Palace. Nel 1635 fu nominato lord cancelliere di Scozia, e mantenne tale incarico per tre anni, fino al 1638. Morì a Londra il 26 novembre 1639 e venne sepolto nella Cattedrale di Westminster il 2 dicembre. Durante il proprio mandato, tentò invano di moderare l'azione di Carlo I, ma senza riuscirvi. La sua opera principale in veste di storico fu la History of the Church and State of Scotland, pubblicata postuma nel 1655.